# Alnus trabeculosa
Alnus trabeculosa là một loài thực vật có hoa trong họ Betulaceae. Loài này được Hand.-Mazz. mô tả khoa học đầu tiên năm 1922.

## Hình ảnh

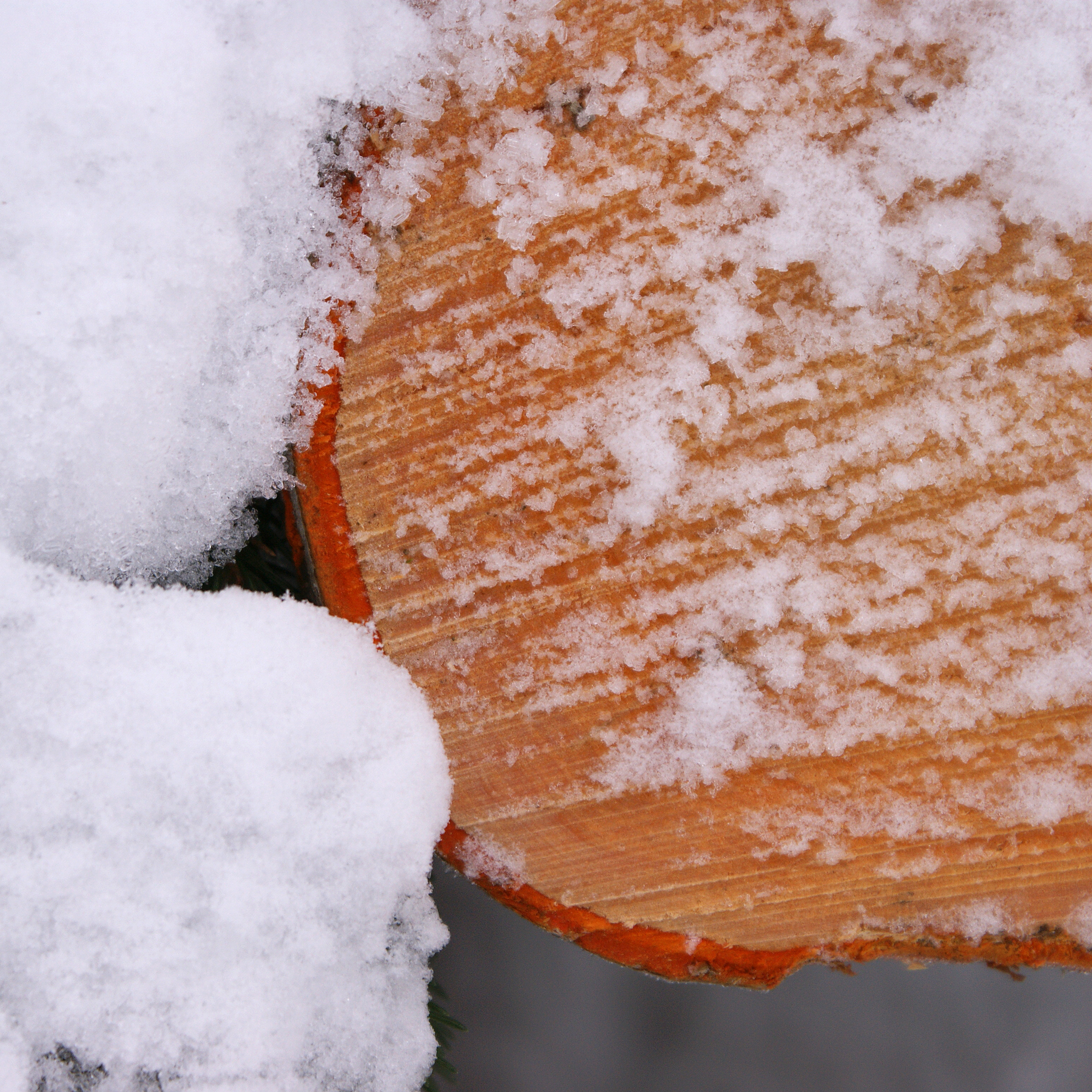
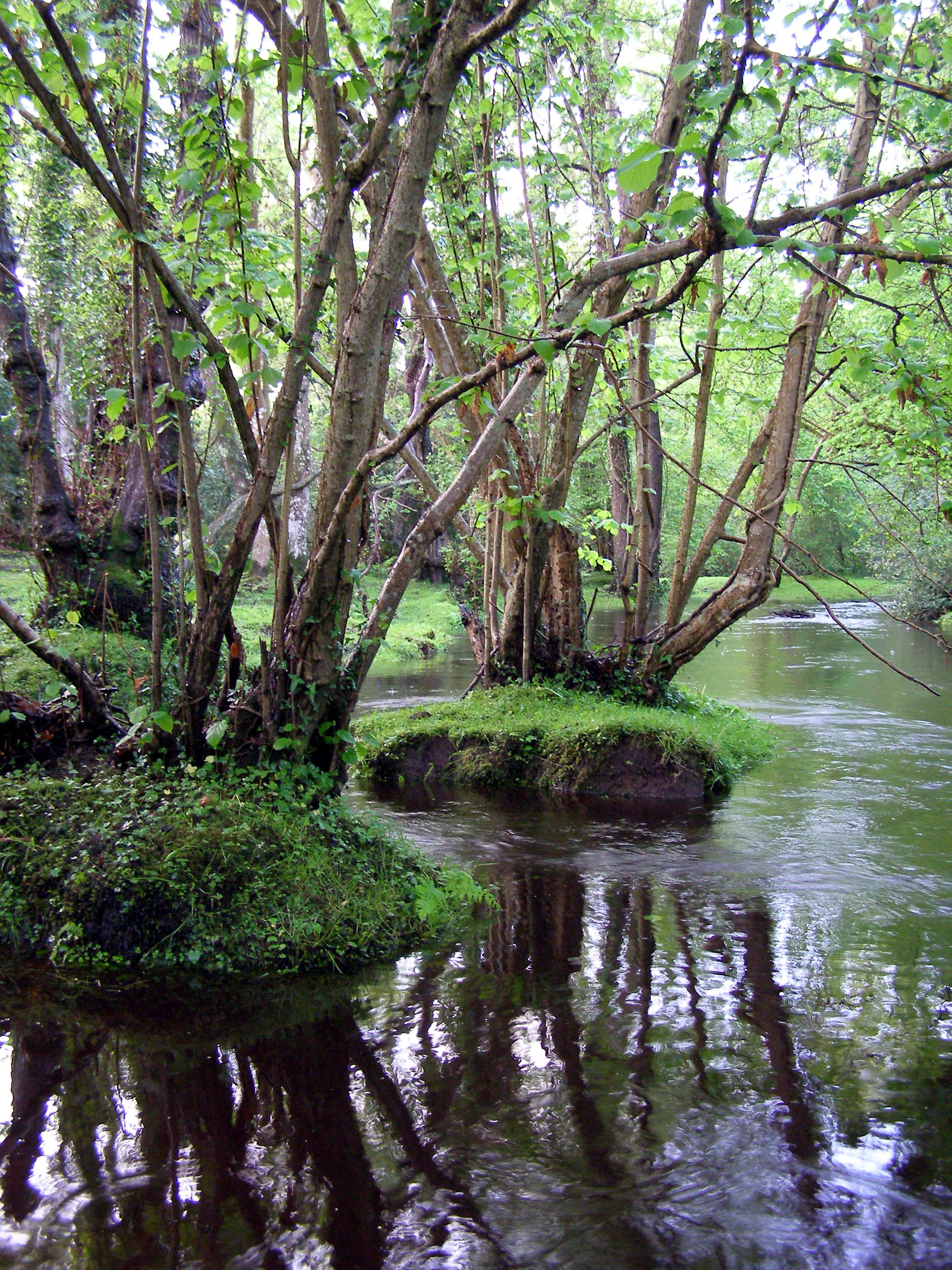
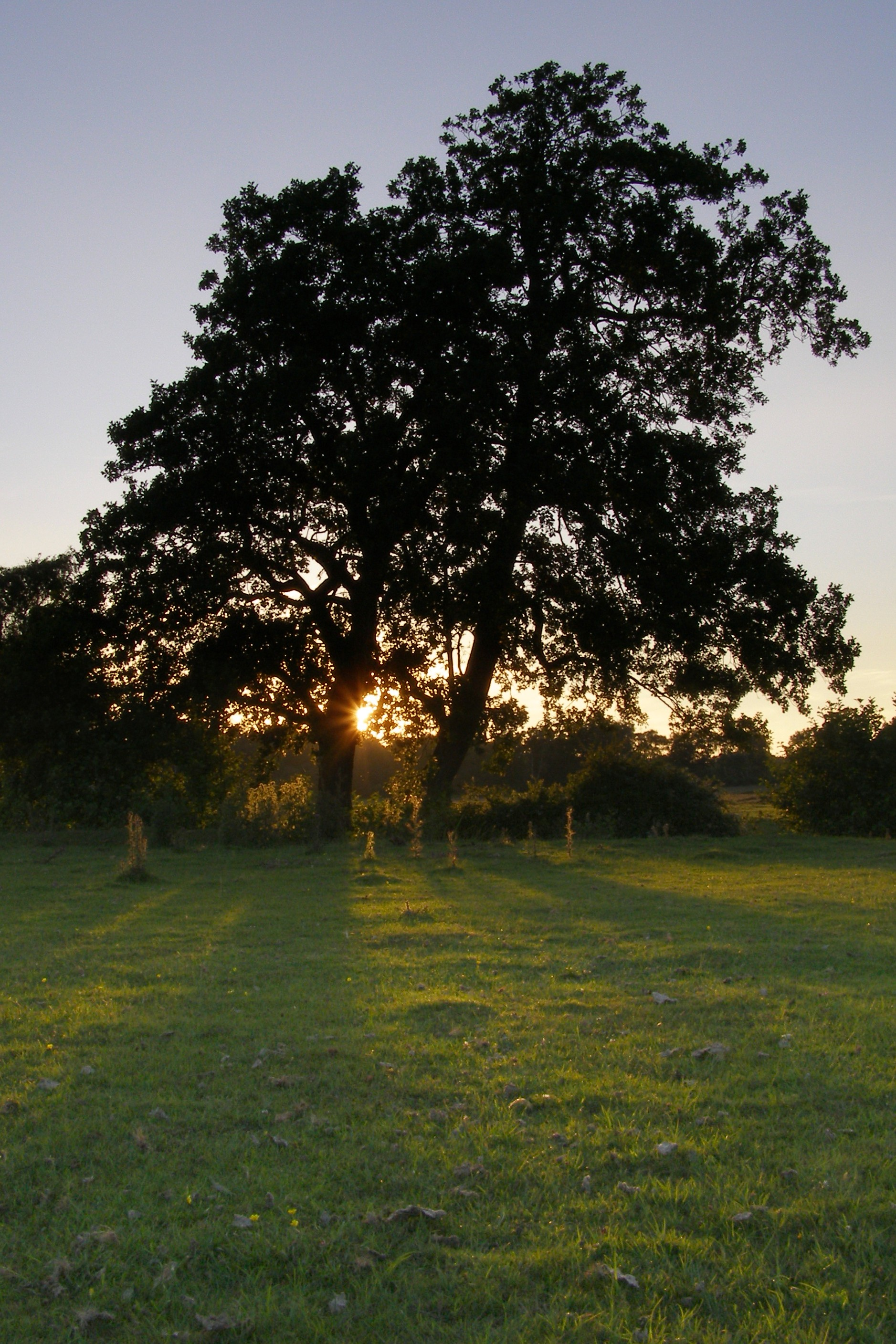
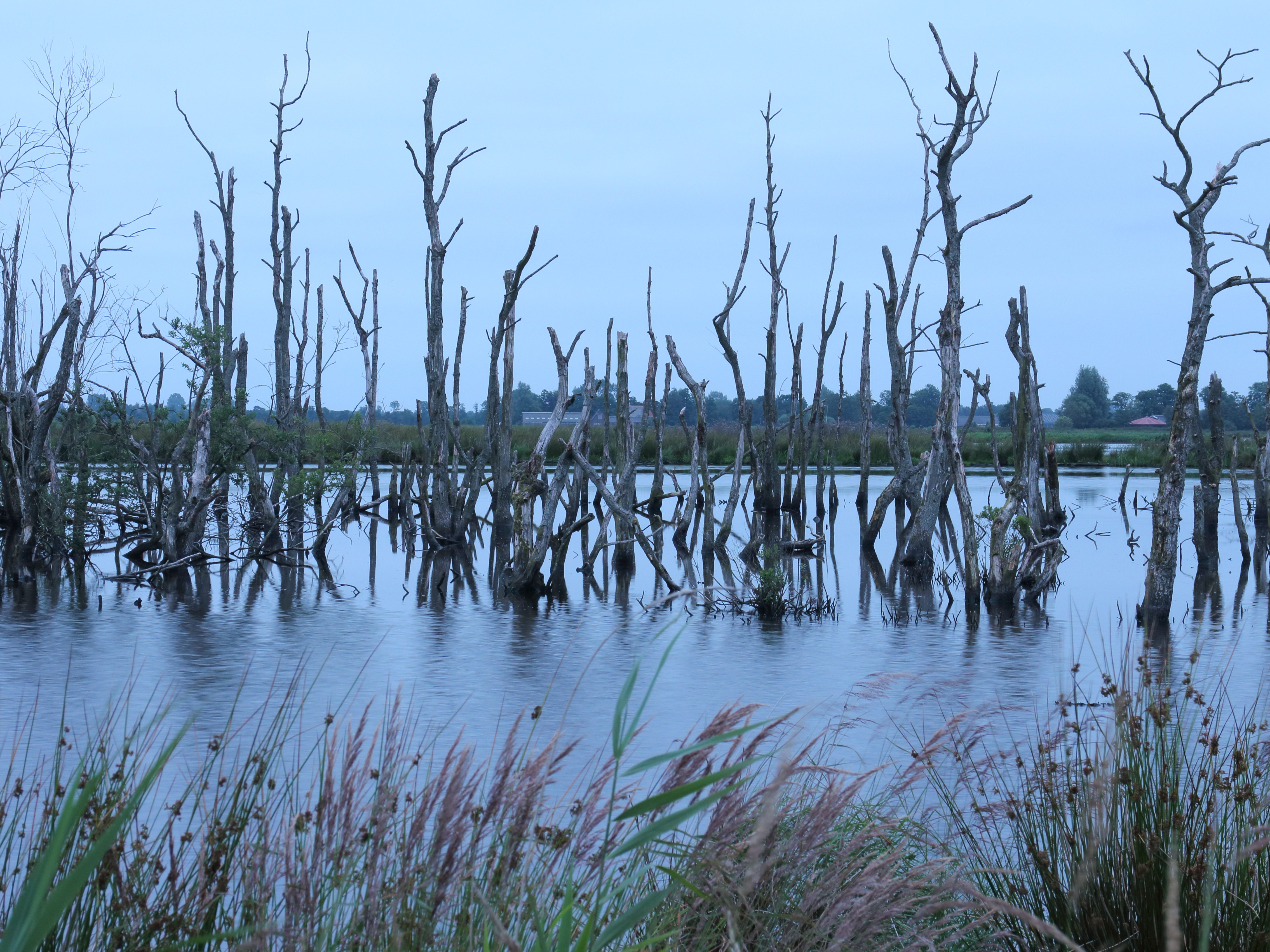